# Марина-Бей (Сінгапур)
Марина-Бей (англ. Marina Bay, буквальний переклад — укр. морська затока) — затока, розташована на півдні  Сінгапура, у його Центральному регіоні. Знаходиться в історичному центрі міста.
У 2008 році було збудовано дамбу Марина-Барраж, яка перетворила затоку в прісноводне водосховище, відділивши її від Сінгапурської протоки.
По берегах та поблизу затоки знаходяться казино та готель Marina Bay Sands, Міст Подвійної спіралі, «Сади біля затоки», траса Формули-1, статуя Мерлайона тощо.

## У мас-культурі
У фільмі «День незалежності: Відродження» Марина-Бей знищується іншопланетним космічним кораблем.